# Common Threads: Stories from the Quilt
Common Threads: Stories from the Quilt é um filme-documentário estadunidense de 1989 dirigido e escrito por Rob Epstein e Jeffrey Friedman. Venceu o Oscar de melhor documentário de longa-metragem na edição de 1990.

## Elenco
- Dustin Hoffman - Narrador